# Luciana Pedraza
Luciana Pedraza (Salta, 5 de enero de 1972) es una actriz y cineasta argentina. Está casada con el actor estadounidense Robert Duvall y es nieta de la pionera de la aviación argentina Susana Ferrari Billinghurst (1914-1999) y del prestigioso piloto Andrés Pedraza (1915-2000).

## Primeros años
Luciana Pedraza nació en la ciudad de Salta, en el Noroeste argentino. Fue la mayor de cinco niñas. Pasó su infancia y adolescencia en la ciudad de Jujuy ―donde estudió en el Instituto Santa Bárbara y en el Colegio Nacional―. Sin haber terminado la escuela secundaria se mudó a la ciudad de Buenos Aires, donde terminó sus estudios e ingresó a la Universidad de Buenos Aires. Regresó con una licenciatura en Economía. Trabajó en la empresa W. & Associates.
En 1996, mientras paseaba por la calle, Pedraza (24) se acercó a Robert Duvall (65) ―sin saber quién era― como promotora de eventos, para invitarlo a asistir a una fiesta, y pronto comenzaron una relación.
Ambos cumplen años el mismo día. Duvall (nacido en 1931) le lleva 41 años.

## Carrera
En 2002, tuvo un papel en la película Assassination Tango, escrita, producida, dirigida y protagonizada por Robert Duvall.
En 2004, Pedraza escribió y dirigió el cortometraje documental Portrait of Billy Joe (Retrato de Billy Joe).
Duvall y Pedraza han sido partidarios activos de Pro Mujer, una organización solidaria sin fines de lucro dedicada a ayudar a las mujeres más pobres de América Latina a través de microcréditos, entrenamiento empresarial y capacitación en salud.
Esta ONG tiene su base en la casa de Pedraza en Salta.
Ambos viven en la casa de Duvall en Virginia Occidental.